# بيتر بافت
بيتر بافت (بالإنجليزية: Peter Buffett)‏ هو مغني ومنتج أسطوانات وملحن أمريكي، ولد في 4 مايو 1958 في أوماها في الولايات المتحدة.

## وصلات خارجية
- الموقع الرسمي
- بيتر بافت على موقع IMDb (الإنجليزية)
- بيتر بافت على موقع ميوزك برينز (الإنجليزية)
- بيتر بافت على موقع أول موفي (الإنجليزية)
- بيتر بافت على موقع ديسكوغز (الإنجليزية)
- بيتر بافت على موقع كينوبويسك (الروسية)